# فيليبي بيرالتا
فيليبي بيرالتا (بالإسبانية: Felipe Peralta)‏ هو لاعب كرة قدم ومدرب كرة قدم باراغواياني في مركز الوسط، ولد في 2 مايو 1962 في باراغواي. شارك مع منتخب باراغواي لكرة القدم. أما مع النوادي، فقد لعب مع أوليمبيا أسونسيون وسبورتيفو لوكوينو.

## وصلات خارجية
- فيليبي بيرالتا على موقع قاعدة بيانات كرة القدم.إي يو (الإنجليزية)
- فيليبي بيرالتا على موقع ناشيونال فوتبول تيمز (الإنجليزية)